# Administration de la Rhodésie par la British South Africa Company
1890–1924
Entités précédentes :
- Mashonaland
- Matabeleland
- Barotseland

Entités suivantes :
- Rhodésie du Nord
- Rhodésie du Sud

L'administration de la Rhodésie par la British South Africa Company est consécutive de l'octroi, en 1889, par la reine Victoria, d'une charte à la British South Africa Company (BSAC). La prise de possession des territoires commence par la colonne des pionniers qui s'installe dans le Mashonaland en 1890. Autorisée par la charte royale à acquérir, gouverner et développer la région située au nord de la république du Transvaal, la BSAC, dirigée par Cecil Rhodes, lève ses propres forces armées et s'attribue un gigantesque territoire par le biais de traités, de concessions et d'actions militaires. Elle vainc notamment la puissante armée ndébélé lors de la Première et Seconde Guerre ndébélé entre 1893 et 1897, et s'empare du royaume Mthwakazi (en) gouverné par Mzilikazi. Au tournant du xixe siècle la compagnie possède un vaste territoire enclavé, traversé par le fleuve Zambèze, appelé officiellement Rhodésie à partir de 1895, qu'elle gouverne jusqu'au début des années 1920.
La région au sud du Zambèze devient la Rhodésie du Sud, tandis que la zone au nord devient Rhodésie du Nord-Ouest et Rhodésie du Nord-Est, fusionnées en 1911 pour former la Rhodésie du Nord. Il existe, à l'intérieur de la Rhodésie du Nord, un royaume relativement autonome, appelé Barotseland qui devient un protectorat britannique. En Rhodésie du Sud, qui attire le plus d'immigrants blancs et qui se développe le plus rapidement, un conseil législatif, composé de fonctionnaires nommés par la compagnie et de membres élus, le nombre de chacun fluctuant au fil du temps, est créé en 1898. 
En partie motivées par le « rêve » de Rhodes d'établir la suprématie britannique « du Cap au Caire », symbolisé par la construction d'un chemin de fer traversant le continent africain du nord au sud, des lignes de chemin de fer et de télégraphe sont rapidement mises en place, qui relient l'Afrique du Sud à la province du Katanga, au Congo belge, vers 1910. La British South Africa Police, chargée du maintien de l'ordre en Rhodésie du Sud, est créée en 1896. D'autres forces de police sont regroupées pour former la police de Rhodésie du Nord en 1911. Les Rhodésiens du sud et du nord combattent au côté des Britanniques durant la seconde guerre des Boers et la Première Guerre mondiale ; durant cette dernière, environ 40 % des hommes blancs de Rhodésie du Sud sont engagés, principalement sur le front occidental en Europe. Les soldats noirs servent en Afrique de l'Est au sein des Rhodesian African Rifles. 
Le nombre des membres élus du conseil législatif en Rhodésie du Sud et le nombre de colons blancs croissent et, à l'occasion d'un référendum en 1922, les Rhodésiens du Sud choisissent une forme de gouvernement responsable dans le cadre de l'empire britannique plutôt que l'incorporation dans l'Union d'Afrique du Sud. La charte de la BSAC est dûment révoquée par le gouvernement du Royaume-Uni en 1923. La Rhodésie du Sud devient une self-governing colony, c'est-à-dire une colonie dotée d'un gouvernement élu, en octobre de cette même année. La Rhodésie du Nord devient, quant à elle, un protectorat directement administré par le gouvernement britannique en avril 1924.

## Origines

### Ambition de Cecil Rhodes

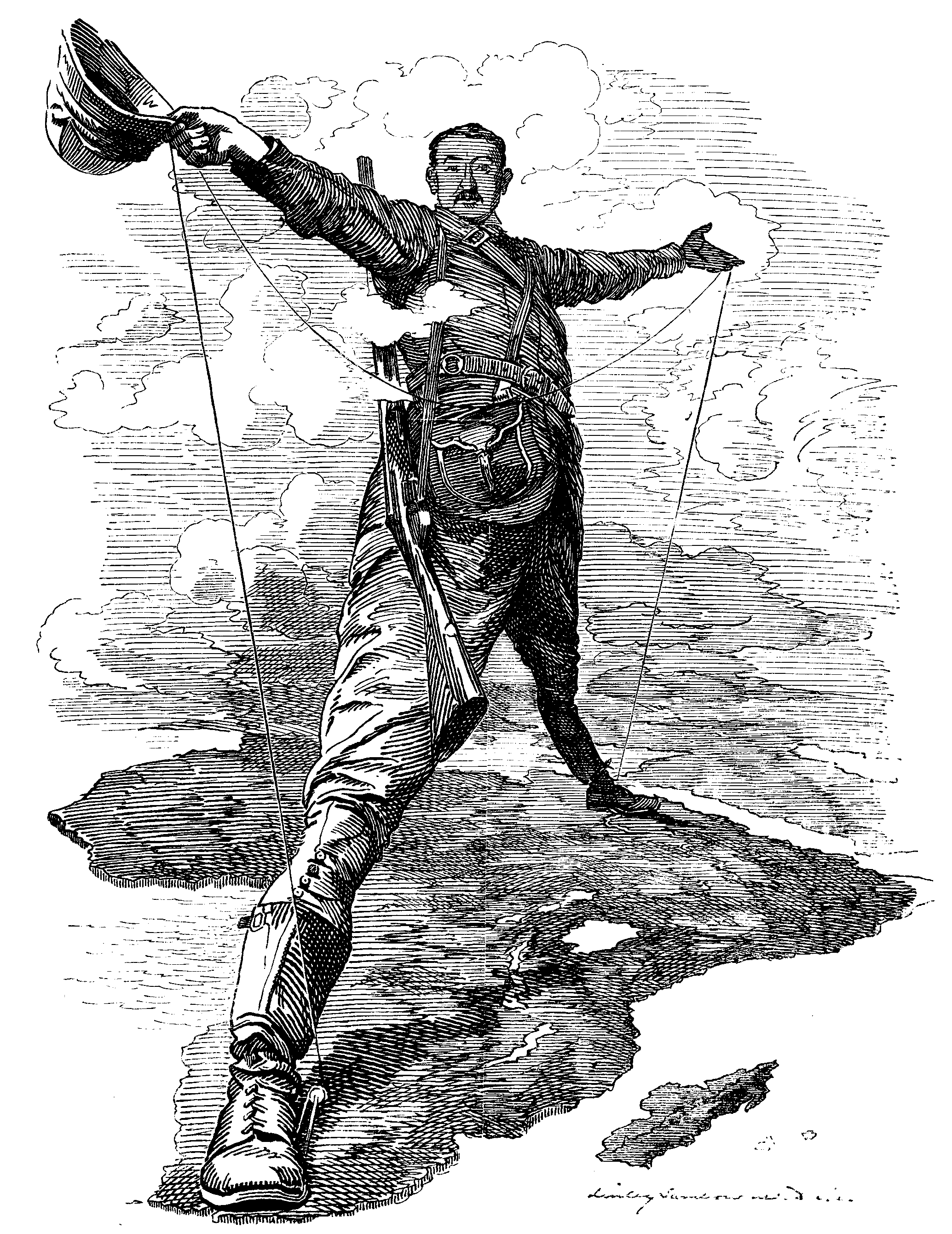
Le « colosse Rhodes », caricature de 1892 de Cecil Rhodes.

Dans le cadre de la ruée vers l'Afrique dans les années 1880, l'homme d'affaires sud-africain Cecil Rhodes envisage d'annexer à l'Empire britannique un territoire allant du Cap au Caire avec une ligne de chemin de fer reliant les deux villes. C'est l'ambition « du Cap au Caire ». Aux environs immédiats du Cap, les territoires sont disputés avec les États indépendants du nord de la colonie du Cap, ainsi qu'avec plusieurs républiques boers et le royaume du Matabeleland, dirigé par Lobengula,. Rhodes et la BSAC sécurisent leurs droits miniers auprès de Lobengula grâce à la concession Rudd, signée en 1888, et obtiennent grâce à cela une charte royale de la reine Victoria en octobre 1889. Cette charte autorise la compagnie à traiter avec les commerçants locaux, à créer ses propres banques, à gérer les terres et à créer et diriger une force de police. En contrepartie, la compagnie est censée gouverner et développer les territoires qu'elle possède tout en respectant les lois africaines déjà existantes et en maintenant le libre-échange à l'intérieur des frontières.

### Rivalités avec le Portugal
La sphère d'influence initialement envisagée pour la BSAC est composée du Matabeleland et de ses environs immédiats, entre le Limpopo et le Zambèze. Les implantations portugaises côtières d'Angola et du Mozambique datent de plus de trois siècles et l'alliance anglo-portugaise date du xive siècle (traité de Windsor de 1386). La colonisation portugaise dans les années 1880 se limite, concernant le Mozambique, à des implantations dispersées, des ports, des postes côtiers et quelques plantations, administrés depuis l'île de Mozambique. L'Angola n'est pas très différent, avec un gigantesque hinterland qui relève de manière purement nominale de la modeste colonie côtière.

La carte rose portugaise.

Cecil Rhodes envisage calmement d'annexer une partie du Mozambique pour le compte de la BSAC afin d'établir un port important à l'embouchure du Pungue, qui constituerait un débouché maritime pour son projet d'implantation au Mashonaland, situé au nord-est du Matabeleland de Lobengula. Il pense que la revendication portugaise est suffisamment peu affirmée pour qu'il puisse arriver à ses fins sans provoquer de problèmes majeurs ; en 1889, il écrit au gouvernement britannique que « l'occupation par les Portugais, même le long de la côte, n'est, dans la plupart des cas, qu'une occupation sur le papier », et il envisage que la question de la souveraineté pourrait rester ouverte. Mais, contrairement à ce que pense Cecil Rhodes, la conférence de Berlin (novembre 1884-février 1885) avait entériné le fait que la souveraineté portugaise sur la côte du Mozambique était fermement établie. Les Portugais commencent à s'installer dans l'intérieur des terres à la fin des années 1880, créant le Manicaland dans l'est des terres shona. En 1890, ils fondent Beira, au même endroit que celui qu'envisageait Cecil Rhodes. Le Portugal met sur pied le projet de « carte rose », revendiquant la souveraineté sur un territoire s'étendant depuis l'ouest du continent et les côtes atlantiques de l'Angola jusqu'à l'est et les côtes de l'océan Indien au Mozambique, ce qui empiète sur les territoires convoités par Cecil Rhodes. Après diverses vicissitudes, le gouvernement britannique adresse en janvier 1890 un ultimatum au Portugal ; ce dernier est contraint de libérer des régions qui permettent à la BSAC d'étendre ses possessions vers le nord.

## Expansion territoriale

### Colonne des pionniers

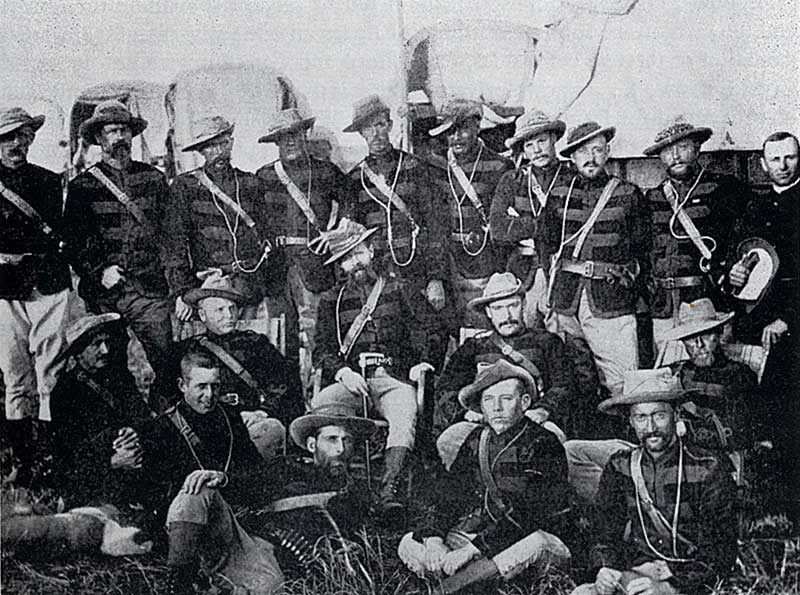
Officiers de la colonne des pionniers. La colonne est composée essentiellement de Sud-Africains de tous les niveaux sociaux.

La colonne des pionniers est à l'origine composée de cent volontaires appelés « pionniers » qui rejoignent la BSAC en 1890. Conduite par le major Frank Johnson, un aventurier âgé de 23 ans, la colonne est destinée à servir d'instrument pour conquérir le Mashonaland et commencer son développement. Des hommes venus de divers horizons sont présents dans ses rangs ; selon l'un d'eux « les prospecteurs prédominent, mais presque tous les métiers et professions qui existent sous le soleil sont représentés […] un groupe est surnommé « troupe des gentilshommes » car il est composé essentiellement de courtiers. » La plupart de ces pionniers, Afrikaners, s'identifient eux-mêmes comme Sud-Africains plutôt que comme Britanniques. Sur l'insistance de Cecil Rhodes, des « fils de bonne famille » sont incorporés car il pense que les familles riches ou influentes peuvent servir d'appui en cas de difficulté. On propose à chaque pionnier un terrain de 3 000 acres (env. 12 km2) ou quinze unités de droits miniers en paiement de ses services.
Lobengula donne son approbation à cette colonne, en principe pacifique, qui doit traverser son territoire, mais beaucoup de ses conseillers (izinDuna) sont farouchement opposés à cela, car ils considèrent qu'il s'agit d'une appropriation du territoire ndébélé. Craignant qu'un ou plusieurs de ces izinDuna n'attaquent, la compagnie augmente progressivement le nombre des membres de la British South Africa Police qui l'escortent ; il atteint cinq cents, commandés par le Lieutenant-Colonel Edward Pennefather, un officier détaché de l'armée britannique.
La colonne doit, depuis son camp de base, situé à Macloutsie, à la frontière du Matabeleland et du Bechuanaland, se diriger vers le nord. Elle est censée construire une route en chemin, fonder des forts et établir une ville importante au Mashonaland, où seront libérés les pionniers, libres de se consacrer à l'agriculture, à la prospection et au commerce,. Frederick Selous, un célèbre chasseur qui connaît bien le Mashonaland, devient le guide (intelligence officer) de la colonne ; il choisit comme destination une zone dégagée du veld, le mont Hampden, qu'il avait reconnue à l'occasion de ses voyages. Le site est à 650 kilomètres au nord-est de Macloutsie. La colonne se met en mouvement le 28 juin 1890 ; le 11 juillet elle franchit la rivière Thuli, au Matabeleland, et la première implantation, Fort Tuli, est inaugurée près des rives. Johnson, en principe le commandant des pionniers, est considéré comme un novice, surtout en comparaison de Selous, expérimenté et respecté. D'après les écrits de l'époque, dans les faits, c'est Selous qui décide le plus souvent. L'ambiance est en apparence harmonieuse mais Johnson est en fait constamment en concurrence avec Selous et Pennefather,.

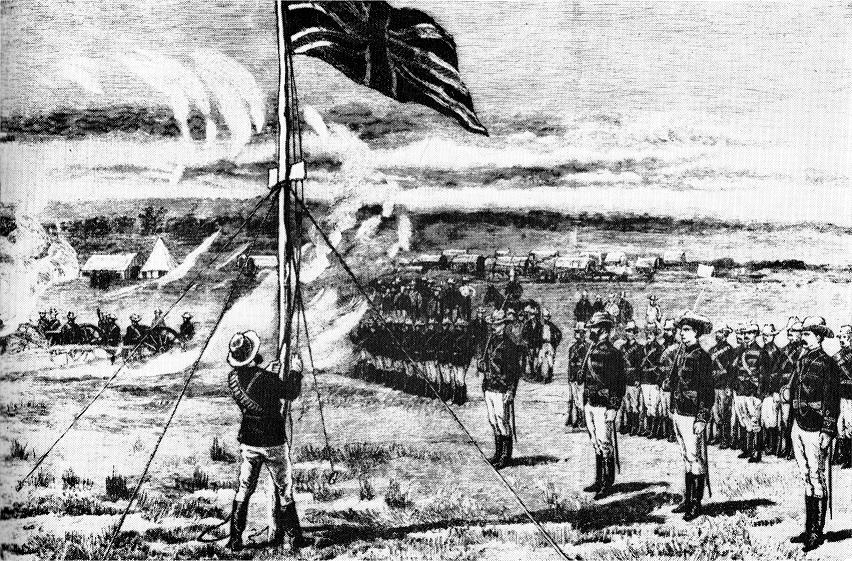
L'Union Jack hissé à Fort Salisbury le 13 9 1890.

La colonne est d'abord accompagnée par deux cents Ngwato (un sous-groupe Tswana), sujets du roi Khama, fidèle allié des Britanniques. Ils sont d'une aide précieuse dans la construction des routes, mais une animosité se développe entre eux et les Blancs, principalement car ces derniers ne traitent pas leurs alliés noirs comme des égaux. À la suite d'un accord mutuel, les Ngwato retournent chez eux. La marche vers le nord se poursuit ; Frederick Selous se rend au Manicaland, à la tête d'une petite section, afin d'affronter les Portugais. Pennefather et Johnson continuent leur chemin avec le gros des troupes et fondent Fort Victoria, Fort Charter, et, le 12 septembre, Fort Salisbury.
Le site de Fort Salisbury est une plaine plate et marécageuse, surmontée d'un kopje (une colline), à environ quinze kilomètres du mont Hampden, le but initial de la colonne. Pennefather gravit la colline et, découvrant la vue sur le veld, la déclare « magnifique » et décide qu'il n'est pas nécessaire d'aller plus loin. Il fait son rapport à Cecil Rhodes sur un ton triomphant : « Site sélectionné… Tout va bien. Magnifique pays. Les autochtones sont heureux de nous voir ». Le matin du 13 septembre 1890, vers dix heures, les troupes et les officiers de la colonne des pionniers paradent au sommet du kopje pour une cérémonie au drapeau. Le lieutenant Edward Tyndale-Biscoe hisse l'Union Jack, une salve de vingt-et-un coups de fusil est tirée, et trois acclamations sont adressées à la reine. Les travaux du fort commencent à la suite et sont terminés à la fin du mois de septembre. La colonne des pionniers est alors dissoute.

### Escarmouches avec le Portugal
Pressé par Cecil Rhodes de se rendre rapidement à l'est, Frederick Selous rencontre le chef Mtassa, un Manica (un sous-groupe Shona), le 14 septembre 1890 et conclut avec lui un accord par lequel il promet de ne pas s'allier avec d'autres puissances, et accorde des droits miniers exclusifs à la BSAC, ainsi que le droit de construire un chemin de fer, des ponts, des canaux et autres infrastructures typiques de la colonisation. En retour, la compagnie fournit des fusils et autres équipements (d'une dérisoire valeur de cent livres sterling au total), ainsi que l'assurance d'une protection contre les attaques des Portugais et celles de leurs voisins Tsonga. En novembre 1890, le Portugal envoie une petite troupe pour écraser militairement Mtassa et reconquérir la région.
Depuis Fort Salisbury, le capitaine Patrick Forbes vient au secours de Mtassa, met rapidement les Portugais en déroute et avance ensuite jusqu'à Beira, obtenant, en chemin, de nouvelles concessions de la part des chefs locaux, dans le but de se procurer le terrain nécessaire à la construction d'un chemin de fer. Des négociations tendues entre Britanniques et Portugais s'ensuivent, qui se terminent par un traité signé à Lisbonne le 11 juin 1891, qui clôture le conflit ayant culminé avec l'ultimatum de 1890. Parmi les nombreuses révisions territoriales, la plus importante est que le Manicaland revient à la BSAC en tant que partie du Mashonaland. Le Royaume-Uni reconnaît, quant à lui, l'autorité du Portugal sur toute la côte mozambicaine, mettant fin aux projets de Rhodes d'établir un port pour sa compagnie au bord du canal du Mozambique,.

### Katanga
Des représentants de la compagnie traversent le Zambèze pour s'aventurer dans le nord. À ce moment, au nord-ouest, quelques missionnaires britanniques sont présents sur les hauts plateaux de la Shire, au Nyassaland, depuis une dizaine d'années ; au Barotseland, au nord-ouest, le roi Lewanika accueille François Coillard, de la Société des missions évangéliques de Paris. À la fin de l'année 1889, Cecil Rhodes envoie Elliot Lochner négocier avec Lewanika ; en juin 1890, le roi signe la « concession Lochner », qui donne à la BSAC des droits miniers, l'autorisation de commercer et de construire un chemin de fer au Barotseland en échange de la protection britannique contre les menaces extérieures et de l'installation d'un représentant à la cour du roi, à Lealui. Le gouvernement britannique mandate la compagnie afin de défendre le Barotseland, ainsi que toute la région, à l'est jusqu'au Nyassaland, et au nord jusqu'au lac Tanganyika et au Katanga.
Le Barotseland est considéré comme un pays où les ressources sont rares et où les maladies tropicales sévissent, il n'offre donc pas d'opportunités économiques à la compagnie et n'incite guère à l'installation de colons blancs. L'objectif principal de la concession Lochner est de dégager un chemin vers le Katanga, une région riche en minerais, où le roi M'Siri dirige le royaume Yeke (ou royaume Gareganze),.
Le Katanga est également convoité par Léopold II de Belgique, souverain de l'État indépendant du Congo, et Cecil Rhodes espère devancer les représentants de ce dernier. Les offres de Thomson et d'Alfred Sharpe pour obtenir une concession sur ses terres sont violemment repoussées par M'Siri à la fin de l'année 1890, et les efforts de Rhodes sont finalement définitivement déjoués par l'« expédition Stairs », 1892-1893, une expédition multinationale au service du roi Léopold, menée par l'officer canadien William Grant Stairs. L'expédition se heurte brutalement aux forces de M'Siri, lequel meurt sous les balles lorsque la tentative de l'arrêter tourne à la fusillade. Le pays capitule devant l'État indépendant du Congo, ce qui met fin à l'expansion de la BSAC vers le nord.
Au Barotseland, la compagnie ne fait que peu de choses pour honorer les engagements britanniques envers Lewanika ; l'échec au Katanga diminue l'intérêt de l'occuper et les dirigeants de la BSAC voient dorénavant le territoire comme une terre à problèmes qu'il faudrait échanger avec les Portugais. Inversement, le gouvernement britannique considère le Barotseland comme une zone tampon au regard des revendications portugaises quant à l'intérieur des terres. Cependant, ni la BSAC ni le gouvernement britannique ne se montrent désireux d'assumer concrètement la responsabilité d'administrer l'endroit. En 1894, tout en assurant au gouvernement britannique qu'il gouverne en son nom la région au nord du Zambèze, Rhodes précise qu'il ne prend pas en compte le Barotseland. Le représentant britannique censé rejoindre la cour de Lewandika à Lealui n'est nommé, malgré les demandes réitérées du roi, qu'en 1897 ; il s'agit de Robert Coryndon,.

### Guerres ndébélé, premièreChimurenga

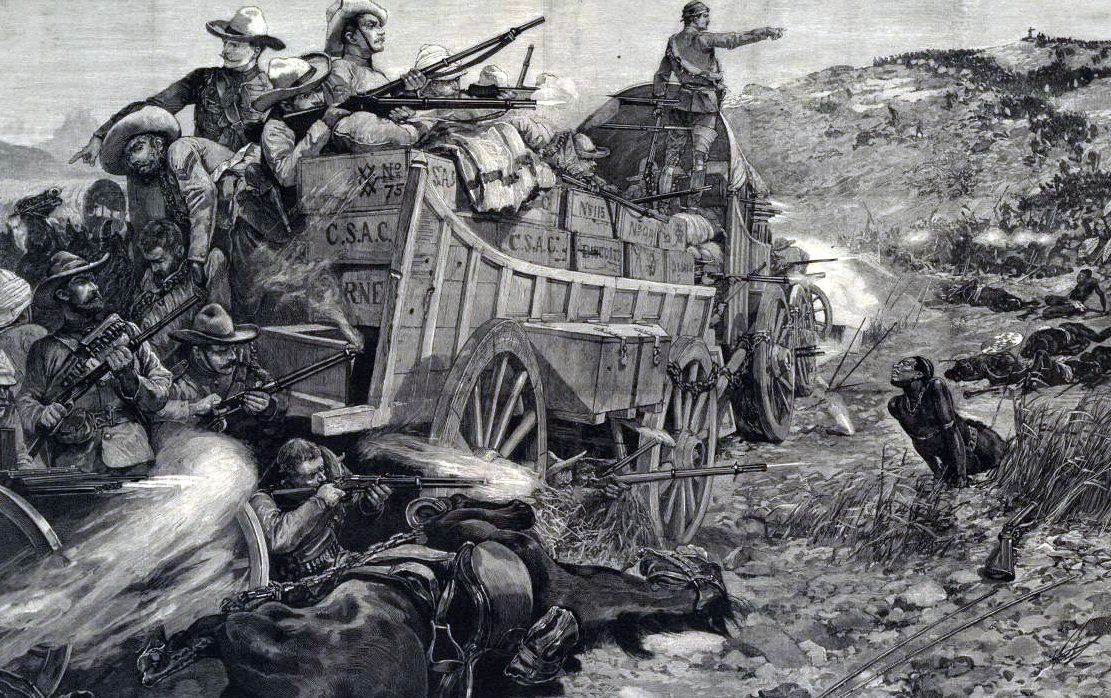
À la bataille de la Shangani, le 25 10 1893, 700 soldats de la compagnie, armés de cinq mitrailleuses Maxim, défont 3500 guerriers ndébélé.

La compagnie respecte la plupart de ses engagements envers les dirigeants locaux du Matabeleland ; cependant, l'assentiment de Lobengula et des autres dirigeants, notamment en ce qui concerne les droits miniers, n'est souvent pas réellement obtenu ou n'est tout simplement pas demandé. Les représentants de la compagnie demandent que Lobengula cesse ses raids sur les villages shona. En juillet 1893, les impis ndébélé  massacrent des Shona près de Fort Victoria alors qu'ils avaient jusque-là évité de mécontenter les Blancs en épargnant le Mashonaland. La compagnie organise une indaba (conférence) afin d'arrêter le conflit, mais l'initiative échoue. La Première Guerre ndébélé vient de commencer.
Soucieuse de sécuriser le terrain et de ne pas s'aliéner les Shona afin de ne pas avoir une population hostile sur des terres qui seraient ainsi peu sûres pour les colons Blancs, la compagnie met ses troupes en mouvement en direction du kraal royal en octobre et au début de novembre 1893 ; lors de sa marche vers le sud-ouest, elle utilise la puissance de feu de ses mitrailleuses Maxim pour contrecarrer les attaques de l'armée ndébélé, pourtant très supérieure en nombre. Voyant les Blancs approcher de sa capitale, Bulawayo, Lobengula fuit, non sans avoir mis le feu à la cité. Des soldats se lancent à la poursuite du roi, ce qui donne lieu à l'épisode dit de « la patrouille de la Shangani », le 4 décembre 1893, où trente-quatre soldats tiennent tête à des forces dix fois supérieures avant d'être tués. Le roi Lobengula meurt, probablement de la variole, en janvier 1894 et ses izinDuna (conseillers) signent un traité de paix avec la BSAC peu de temps après. Bulawayo est reconstruite sur les ruines de la cité brûlée. Cecil Rhodes finance par la suite l'éducation des trois fils de Lobengula.
Les Ndébélés se soulèvent à nouveau en 1896, à l'initiative du mlimo, leur dirigeant spirituel. Le calamiteux raid Jameson contre le Transvaal, à la fin de 1895, vide les garnisons du Matabeleland, et les colons de Bulawayo ont peu de moyens de défense.
Le mlimo convainc ses adeptes que les hommes blancs sont responsables des maux qui frappent le peuple, sécheresse, maladies… et il met aussi en cause la politique coloniale, la hut tax (impôt sous forme de taxe de résidence) et le travail forcé notamment. Son message est relayé par les prêtres locaux qui assurent aussi que les balles des Blancs se transformeront en eau. Le soulèvement, appelé Seconde Guerre ndébélé ou première Chimurenga (guerre de libération), commence en mars 1896. Durant les trois mois qui suivent, les Ndébélés tuent des centaines de colons isolés mais Bulawayo est épargnée. Lorsque la compagnie rassemble des renforts, venus d'Afrique du Sud, les Ndébélés se retirent dans les monts Matopos ; Frederick Russell Burnham, un éclaireur américain au service de la BSAC, débusque et tue le mlimo en juin 1896.

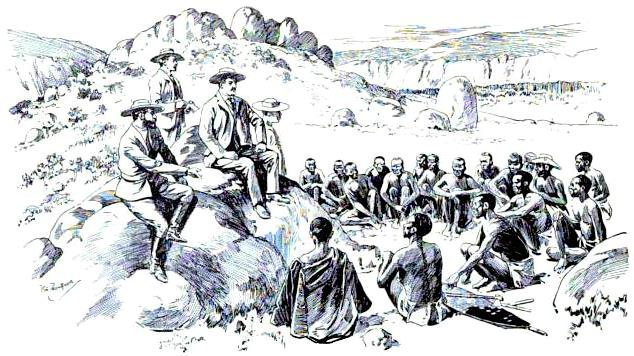
Rhodes et les izinDuna ndébélé en pourparlers de paix dans les monts Matopos (dessin de Robert Baden-Powell, 1896).

En août 1896, Cecil Rhodes s'implique personnellement dans la guerre. Avec l'aide d'une des veuves de Mzilikazi (le père de Lobengula), qui sert d'intermédiaire, il organise une indaba (conférence) avec les izinDuna (conseillers du roi défunt) le 21 août ; ces derniers acceptent de recevoir Cecil Rhodes et trois de ses compagnons dans les Matopos. Lors de cette rencontre, les Africains s'insurgent de manière véhémente contre le traitement qui leur est réservé par la compagnie ; Rhodes s'isole alors des autres Blancs et s'asseoit au milieu des Ndébélés, afin de faire preuve d'empathie et de démontrer une volonté de conciliation. Il leur assure qu'il est de leur côté et qu'il veillera à ce que les abus ne se reproduisent plus. Les conseillers retrouveront le statut qu'ils avaient à l'époque de Lobengula, dit-il, et il n'y aura pas de rétorsion contre ceux qui ont participé à la Chimurenga. Après quatre heures, ils conviennent de poursuivre les discussions. Une certaine amertume persiste parmi certains izinDuna mais les trois conférences qui suivent permettent de progresser, et le conflit se résout à l'amiable en octobre 1896.
En 1896, deux svikiro (prophètes ou prêtres) des Shonas, nommément Sekuru Kaguvi et Nehanda Nyakasikana, sont à l'initiative d'un soulèvement au Mashonaland. La compagnie réprime ce soulèvement par la force en 1897 et prend ensuite des mesures afin de démilitariser la population et d'améliorer les relations avec les chefs locaux. Des troubles isolés persistent sporadiquement au Mashonaland jusqu'en 1903, mais la paix règne au Matabeleland. En considérant les deux théâtres d'affrontement, cette guerre coûte environ 8 450 vies dont 8 000 parmi les Africains ; parmi les 450 Blancs, 372 sont des colons isolés, le reste est constitué des soldats de la compagnie et de ceux venus de l'extérieur de la Rhodésie.

## Administration

### Noms

Carte des Rhodésies (1899-1911).

À l'origine, la BSAC se réfère à ses propres territoires par leurs noms respectifs, Mashonaland, Matabeleland, etc., mais il n'existe pas de terme officiel pour les désigner collectivement. Rhodes préfère Zambesia (« Zambézie »), Jameson propose Charterland. Beaucoup des premiers colons utilisent le terme de Rhodesia (« Rhodésie ») qui est d'un usage courant ; en 1891 il est employé dans les journaux. En 1892, il est utilisé par le premier journal de Salisbury (devenue depuis Harare), The Rhodesia Herald. La compagnie adopte le terme Rhodesia en 1895, usage entériné trois ans plus tard par le gouvernement du Royaume-Uni.

### Divisions administratives
Le Matabeleland et Mashonaland, tous les deux au sud du Zambèze, sont appelés officiellement et collectivement Rhodésie du Sud à partir de 1898 et formellement réunis sous ce même nom en 1901. Dans le même temps, les territoires au nord du fleuve deviennent la Rhodésie du Nord-Ouest et du Nord-Est, administrées séparément, puis réunies en 1911 pour former la Rhodésie du Nord.
L'administration centrale de la compagnie se trouve à Salisbury, qui est aussi la capitale de la Rhodésie du Sud. Le centre administratif en Rhodésie du Nord-Est est Fort Jameson (aujourd'hui Chipata en Zambie) ; la capitale de la Rhodésie du Nord-Ouest est d'abord sise à Kalomo, puis à Livingstone à partir de 1907. Livingstone devient la capitale de la Rhodésie du Nord lors de la réunion des deux territoires en 1911 et le reste jusqu'à la fin de l'administration par la BSAC.

### Législature
La charte royale est à l'origine accordée à la British South Africa Company jusqu'à octobre 1914 ; elle est renouvelée pour dix ans en 1915.
Le chef de gouvernement de chaque territoire, à l'époque de la gouvernance par la BSAC, est un administrateur nommé par la compagnie. En Rhodésie du Sud, un conseil législatif de dix membres siège à partir de 1899 ; il est à l'origine composé de l'administrateur lui-même, de cinq membres nommés par la compagnie et de quatre membres élus. Le nombre de membres élus augmente graduellement ; en 1920, le conseil de vingt membres comprend treize membres élus et six nommés, outre l'administrateur.
En Rhodésie du Nord, l'administration est entièrement assurée par la compagnie jusqu'en 1917, date à laquelle un conseil consultatif est mis en place, composé de cinq membres élus. Ce conseil n'est pas très actif, mais il perdure jusqu'à la fin de la période d'administration par la BSAC.

## Développement

### Chemin de fer et télégraphe

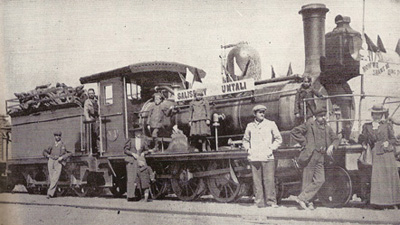
La ligne ferroviaire de Salisbury à Umtali est ouverte en 1899 ; elle est ensuite prolongée jusqu'à Beira, au Mozambique.

Au cours des premières années, les plus importantes activités de la compagnie sont de construire des lignes de chemin de fer et de télégraphe dans les territoires qu'elle administre. Ces voies de transport et de communication sont vitales pour le développement des territoires concernés et pour réaliser le « rêve » du chemin de fer du Cap au Caire. Elles sont réalisées rapidement, stratégiquement planifiées, mais ne sont pas destinées à rapporter des bénéfices financiers immédiats, il s'agit d'investissements à terme. La ligne de télégraphe venant de Mafeking, en Afrique du Sud, atteint Salisbury en février 1892 ; cela représente un tiers du trajet entre le Cap et le Caire. Six ans après, en décembre 1897, le chemin de fer du Bechuanaland, venant de Vryburg, rejoint Bulawayo, ce qui permet de se rendre en Rhodésie depuis le Cap par train.
Une voie ferrée à voie étroite, reliant Salisbury au port mozambicain de Beira, est lancée par les Portugais en 1892 ; elle atteint la frontière rhodésienne à Umtali après six ans de travaux. La Seconde Guerre des Boers limite cependant la poursuite de l'extension des liaisons depuis Vryburg mais l'achèvement de la ligne Beira-Salisbury permet d'importer du matériel. Salisbury est ensuite connectée à Bulawayo et au Cap en 1902. La ligne Vryburg-Bulawayo est ensuite prolongée jusqu'au Zambèze et au-delà lorsque le pont des chutes Victoria est ouvert en 1905. Via la Rhodésie du Nord-Ouest, le chemin de fer atteint Élisabethville (aujourd'hui Lubumbashi en république démocratique du Congo) au Katanga, province du Congo belge à l'époque, en 1910.

### Agriculture

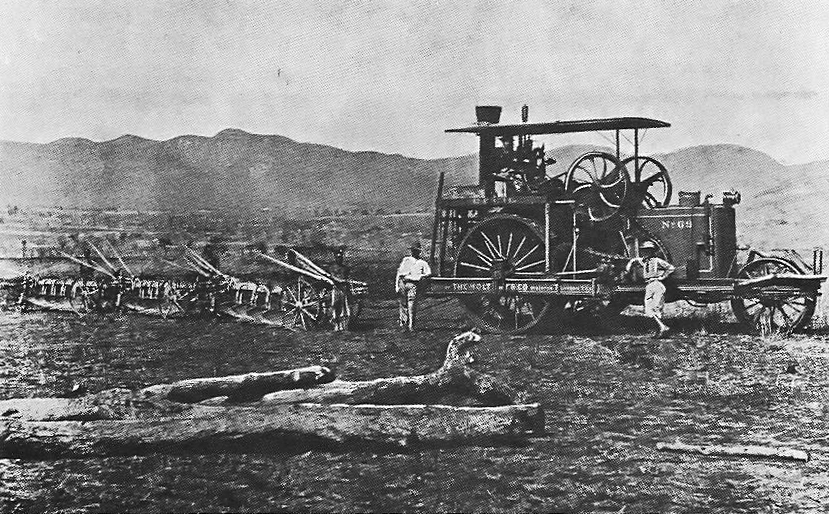
Agriculteurs sur les terres d'un domaine près d'Umtali, dans les années 1910.

La compagnie espère à l'origine que la recherche d'or entre le Limpopo et le Zambèze révélera des gisements semblables à ceux du Rand d'Afrique du Sud ; elle obtient d'ailleurs la charte royale en partie parce que ses fondateurs convainquent le gouvernement britannique qu'un « second Rand » existe dans le territoire correspondant à la Rhodésie du Sud, et qu'il permettra de financer le développement des territoires sans requérir l'aide financière de Londres. Une notable quantité d'or est découverte dans les années 1890, mais les résultats sont cependant inférieurs aux attentes. Après une dizaine d'années, la compagnie considère qu'elle ne peut pas soutenir financièrement ses possessions grâce à la seule exploitation aurifère et elle décide donc de s'orienter vers un développement de l'agriculture par les Blancs.
À cette fin, elle lance un programme de colonisation à grande échelle. Afin de garantir aux colons blancs un accès fiable aux marchés, facilité par le réseau ferroviaire naissant, elle fait en sorte que les lignes de chemin de fer passent à l'extérieur des réserves indigènes, en les déplaçant et souvent en les réduisant. L'instauration de la hut tax (taxe de résidence) contraint les paysans africains, qui ont, de ce fait, besoin de revenus monétaires et ne peuvent plus se contenter de l'agriculture de subsistance, à s'embaucher comme travailleurs agricoles dans les domaines des Blancs. Du fait de leurs réticences à abandonner leur mode de vie pour se présenter sur le marché du travail capitaliste, les directeurs des domaines et des mines ont cependant beaucoup de mal à trouver une main-d'œuvre suffisante.
Le tabac, qui n'est au départ qu'une culture parmi d'autres, devient rapidement la production agricole la plus importante de la Rhodésie du Sud, quoique son développement soit loin d'être stable. Outre les incertitudes climatiques et la qualité de la production, les débuts de la production sont entravés par un cycle économique baissier qui se poursuit jusque dans les années 1920. Le tabac reste néanmoins la principale production et les fermiers deviennent la principale force politique de Rhodésie du Sud, obtenant la majorité des sièges au conseil législatif à partir de 1911. L'industrie du tabac et ses représentants détiennent un pouvoir économique et politique considérable jusqu'à la fin de l'administration par la BSAC et durant des décennies après cela.

### Immigration

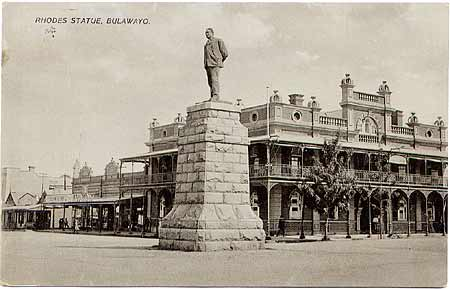
Statue de Cecil Rhodes à Bulawayo, dans les années 1920.

L'immigration blanche vers les terres de la compagnie est initialement modeste, puis elle s'intensifie dans les années 1900 et au début des années 1910, particulièrement au sud du Zambèze. L'effondrement économique de la colonie du Cap, consécutif à la seconde guerre des Boers, motive beaucoup de Sud-Africains à s'établir en Rhodésie du Sud et, à partir de 1907, par son programme de colonisation, la compagnie encourage les migrants à s'établir définitivement. L'industrie minière et l'agriculture en Rhodésie du Sud progressent considérablement durant cette période. En valeur, la production annuelle d'or croît de 610 389 £ en 1901 à 2 526 007 £ en 1908. Le territoire équilibre ses dépenses et ses recettes en 1912. Les Blancs sont 12 586 en 1904 et 23 606 en 1911 ; en 1927, quatre ans après la fin de la gouvernance par la BSAC, les populations noires et blanches s'établissent respectivement à 922 000 et 38 200 personnes.
La population blanche au nord du Zambèze est beaucoup plus faible, avec environ 3 000 colons répartis sur les 780 000 km2 de la Rhodésie du Nord, où réside environ un million d'africains. Les Blancs sont à l'origine plutôt concentrés dans l'ouest, le long de la ligne de chemin de fer reliant Bulawayo à Élisabethville au Congo belge. Environ 250 personnes vivent près de Fort Jameson à la frontière orientale. Entre les deux, se trouvent de vastes étendues de brousse inhabitées, dépourvues de routes, de chemin de fer et de télégraphe, ce qui rend les communications très difficiles. La fusion de la Rhodésie du Nord-Est et du Nord-Ouest en 1911 améliore légèrement la situation. La Rhodésie du Nord souffre d'être un territoire « artificiel », qui n'est pas homogène en termes d'histoire, de population et de géographie et qui ne sera jamais profitable ni même autosuffisant. Pour la seule année 1921, l'administration de Rhodésie du Nord comptabilise plus de 1 250 000 £ de pertes.

## Armée et police

### Évolution de la police de Rhodésie du Sud

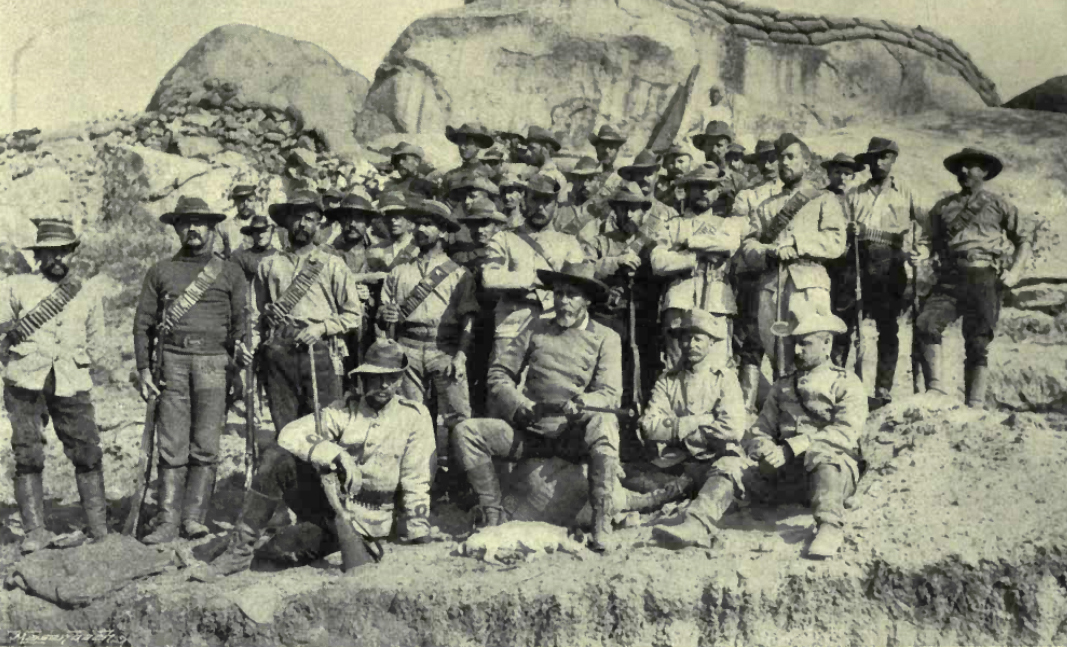
H Troop de la Bulawayo Field Force, commandée par Frederick Courtney Selous (assis au centre, au premier rang), vers 1893.

En accord avec les termes de sa charte royale, la compagnie crée la British South Africa Companie's Police (BSACP) à la fin de l'année 1889. C'est une force paramilitaire d'infanterie montée (se déplaçant à cheval mais combattant à pied) ; elle comprend à l'origine  six cent cinquante hommes, mais son coût élevé fait qu'elle est restreinte à  quarante personnes en 1892. Réduite au minimum, elle est alors renommée Mashonaland Mounted Police. Ses effectifs fluctuent fréquemment et, aux côtés d'autres forces armées irrégulières, principalement la Bulawayo Field Force — qui comprend des figures militaires de premier plan parmi ses chefs, Frederick Selous et Frederick Russell Burnham —, elle joue un rôle important dans les deux guerres ndébélé des années 1890.
La Matabeleland Mounted Police est mise sur pied en 1895 avec cent cinquante hommes ; avec la force armée du Mashonaland, elle forme ce qu'on appelle la Rhodesia Mounted Police. Cette dernière est dirigée directement par la compagnie ; en 1896, elle est totalement réorganisée et devient une entité nommée British South Africa Police (BSAP). Le mot « Rhodésie » est omis à la demande du secrétaire aux colonies, Joseph Chamberlain, car le gouvernement britannique ne considère pas qu'il s'agit d'un nom officiel quoique adopté par la compagnie elle-même l'année précédente. Cette divergence est réglée en 1898 par la reconnaissance officielle du terme, mais la BSAP conserve son nom.
Les forces de police de la Rhodésie du Sud sont, à l'origine, entièrement composées de personnel blanc, mais cela évolue au fil du temps ; une Native Police Force apparaît en 1895, composée d'hommes de troupe et de sous-officiers ndébélé, beaucoup d'entre eux étant des anciens des impis (régiments) de Lobengula. Ses deux cents membres, dont cinquante sont postés au Mashonaland, sont formés à la mode occidentale, apprenant notamment l'usage des armes à feu. Ces hommes sont tenus en haute estime par les officiers blancs du fait de leurs compétences militaires, mais ils deviennent extrêmement impopulaires parmi les Africains en raison de l'arrogance qu'on leur attribue et des abus qu'ils commettent au regard des lois qu'ils sont censés faire respecter. Lors de l'indaba avec Rhodes dans les monts Matopo, le dirigeant ndébélé Somabhulana se plaint longuement de la police indigène, disant qu'elle ne respecte pas les institutions traditionnelles, qu'elle oppresse la population et qu'elle s'adonne au viol régulièrement. Il est convenu de démanteler la police indigène au Matabeleland et de ne pas la réintroduire.
Lorsqu'elle est réorganisée en 1896, la BSAP est autorisée à recruter six cents hommes et officiers au Matabeleland — tous blancs en raison de la promesse faite lors de l'indaba —, et six cent quatre-vingt au Mashonaland, dont cent Noirs. En pratique, le Native Contingent (« contingent indigène ») comprend cent-vingt hommes. Par la suite, la BSAP opère aux côtés de la Southern Rhodesian Constabulary (SRC), une force de police urbaine, qui s'occupe des villes de Salisbury, Bulawayo, Fort Victoria, Gwelo et Umtali. La SRC est beaucoup plus petite que la BSAP, en 1898, elle ne comprend que cent cinquante-six officiers et hommes de troupe, noirs et blancs, et elle est dirigée par un magistrat local, à la différence de la BSAP, structurée comme une armée.
Les officiers de la BSAP sont tous blancs, mais le nombre de Noirs dans ses rangs augmente progressivement, en grande partie par des recrutements extérieurs. Ce type de recrutement externe n'est pas rare en Afrique coloniale, car les officiers blancs pensent que les policiers ou soldats recrutés localement sont facilement corruptibles et peu enclin à faire respecter, parmi leur propre communauté, des lois coloniales impopulaires, la hut tax notamment. En Rhodésie du Sud, beaucoup des hommes de troupe viennent du Barotseland, du royaume zoulou ou de Zanzibar. Le recrutement local de policiers noirs est réintroduit au Matabeleland en 1904 ; officiellement, cette année-là, on compte cinq cent cinquante personnels blancs et cinq cents noirs. La SRC est finalement absorbée par la BSAP en 1909, laissant l'application des lois et le maintien de l'ordre en Rhodésie du Sud dans les seules mains de la BSAP. Après la fin de la gouvernance par la compagnie en 1923, la BSAP reste la force de police de la Rhodésie du Sud et elle conserve son nom jusqu'en 1980.

### Police au nord du Zambèze
La police de Rhodésie du Nord-Est est initialement composée, lorsqu'elle est mise sur pied en 1896, d'hommes de troupe recrutés localement, dirigés par des officiers blancs venus du sud. Durant les premières années, elle se consacre à l'élimination du trafic d'esclaves, combattant les trafiquants étrangers qui razzient les villages pour se procurer des esclaves. Une force plus conventionnelle est ensuite mise en place dans chacun des deux territoires du nord. Comme les Blancs en Rhodésie du Nord-Est sont peu nombreux et qu'ils comptent plus d'hommes d'église et de commerçants que de potentielles recrues, les policiers sont presque exclusivement noirs, y compris les sous-officiers.
La Rhodésie du Nord-Ouest abrite plus d'immigrants blancs que son homologue du Nord-Est, et sa force de police comprend initialement un détachement, entièrement composé de Blancs, venus de Rhodésie du Sud. L'unité est cependant coûteuse à entretenir et nombre de ses hommes tombent malades, victimes des maladies tropicales du Barotseland. Des policiers noirs locaux sont recrutés à partir de 1900, après que la compagnie ait infructueusement essayé d'embaucher plus de Blancs. En 1902, la Barotse Native Police est créée, composée de recrues Bemba, Ngoni et Ila pour ce qui concerne les hommes du rang. De petites forces de policiers blancs sont créées dans les villes au nord du Zambèze.
Après l'unification des Rhodésies du Nord-Ouest et du Nord-Est sous le nom de Rhodésie du Nord, en 1911, les deux forces de police sont unifiées sous le nom de Northern Rhodesia Police. À l'instar de la BSAP, il s'agit plus d'une force militaire que policière, tant par l'armement et l'entraînement que l'organisation. Au début des années 1910, elle n'est pas employée dans les villes pour lutter contre la délinquance, mais plutôt comme force destinée à prévenir d'éventuelles révoltes. Les policiers sont considérés comme des soldats qu'on peut, par exemple, utiliser pour des campagnes dans la brousse. Elle n'a pas un effectif très élevé, à l'aube de la Seconde Guerre mondiale, en 1914, elle comprend huit cents hommes.

### Engagement militaire rhodésien à l'étranger

#### Seconde guerre des Boers (1899–1902)
La BSAP sert durant la seconde guerre des Boers (1899–1902) grâce à ses capacités militaires, aux côtés du tout nouveau Rhodesia Regiment (en), composé de volontaires de Rhodésie du Sud. La Rhodésie contribue à hauteur de mille hommes au total, soit 20 % de la population masculine blanche. Elle fournit aussi une partie de la garnison britannique à la bataille d'Elands River (1900), au cours de laquelle une force de cinq cents hommes, composée principalement d'Australiens et de Rhodésiens, repousse les attaques d'une armée boer bien plus importante sous les ordres du général Koos de la Rey, et refuse à plusieurs reprises des offres de laissez-passer en échange de sa reddition. Le capitaine Sandy Butters, l'officier rhodésien, encourage ses hommes en criant aux Boers « les Rhodésiens ne se rendent jamais ! ». Le Rhodesia Regiment est dissous peu après, la même année, après le siège de Mafeking.

#### Première Guerre mondiale (1914–1918)

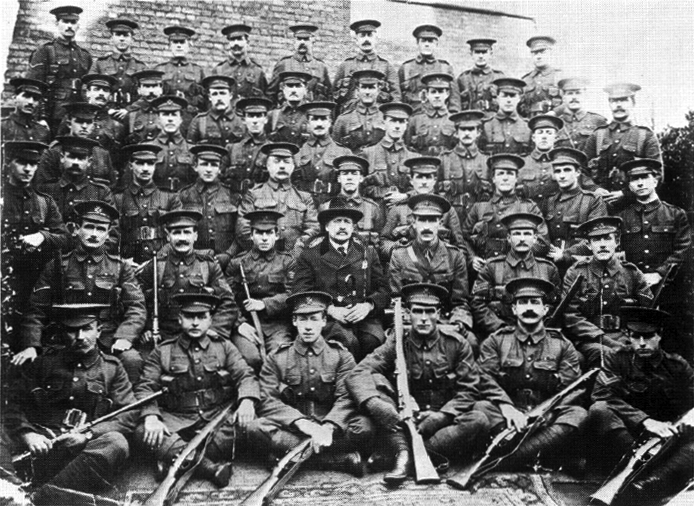
Section rhodésienne du King's Royal Rifle Corps, photographiée à Sheerness, Angleterre (novembre 1914). Au centre, au second rang, assis, le capitaine J. B. Brady et Henry Paulet, marquis de Winchester.

Grâce à sa population blanche, jeune, hardie et patriote, la Rhodésie du Sud est une source importante de volontaires pendant la Première Guerre mondiale, au cours de laquelle environ 40 % des hommes blancs de Rhodésie du Sud en âge de servir combattent. Les Rhodésiens servent majoritairement aux côtés des Britanniques et des Sud-Africains sur le front de l'Ouest, en Belgique et en France.
Après le déclenchement de la guerre en août 1914, le Rhodesia Regiment est reformé en octobre, à l'origine composé de vingt officiers et cinq cents hommes, presque tous venus de Rhodésie du Sud. L'unité est envoyée au Cap pour combattre aux côtés des Sud-Africains durant la campagne d'Afrique du Sud-Ouest. Le 2e Rhodesia Regiment, créé un mois plus tard, est envoyé sur le front oriental en Afrique. À la fin de la campagne d'Afrique de l'Est, en 1915, le 1st régiment est dissous ; la plupart des hommes se rendent en Angleterre pour servir en tant que volontaires, d'où ils seront envoyés sur le front de l'Ouest, tandis que d'autres rejoignent le 2e régiment en Afrique de l'Est. Les hommes du 2e régiment, huit cents environ à ce moment, rentrent dans leurs foyers en avril 1917 et le régiment est démantelé en octobre.
Influencée par la réticence de l'Afrique du Sud à utiliser des soldats noirs dans ce qui est largement considéré comme une « guerre des Blancs », la Rhodésie du Sud ne recrute pas de soldats noirs à large échelle jusqu'en 1916, lorsque la réserve de volontaires blancs devient trop faible. Le Rhodesian African Rifles est mis sur pied cette année-là, destiné à rejoindre le 2e Rhodesia Regiment en Afrique de l'Est ; en 1918, il est fort de 2 507 hommes. Les organisateurs espérent recruter des Ndébélés, célèbres pour leurs traditions martiales, au point que le régiment est d'abord censé s'appeler le Matabele Regiment (« régiment ndébélé ») ; cependant, en pratique, les volontaires sont ethniquement plus divers que prévu et le nom est abandonné. Dirigés par des officiers blancs, les soldats africains se distinguent en Afrique de l'Est, où on les considère très vite comme de formidables guerriers de la brousse. Opposés au Generalmajor allemand Paul von Lettow-Vorbeck — qui mène avec succès une guérilla contre les forces alliées, beaucoup plus importantes —, ils restent en Afrique de l'Est pour le reste de la guerre, ne rentrant chez eux qu'en décembre 1918, peu après la reddition de von Lettow-Vorbeck à Abercorn, en Rhodésie du Nord, le 25 novembre. Le régiment est alors dissous.

## Fin de l'administration par la BSAC

### Référendum de 1922

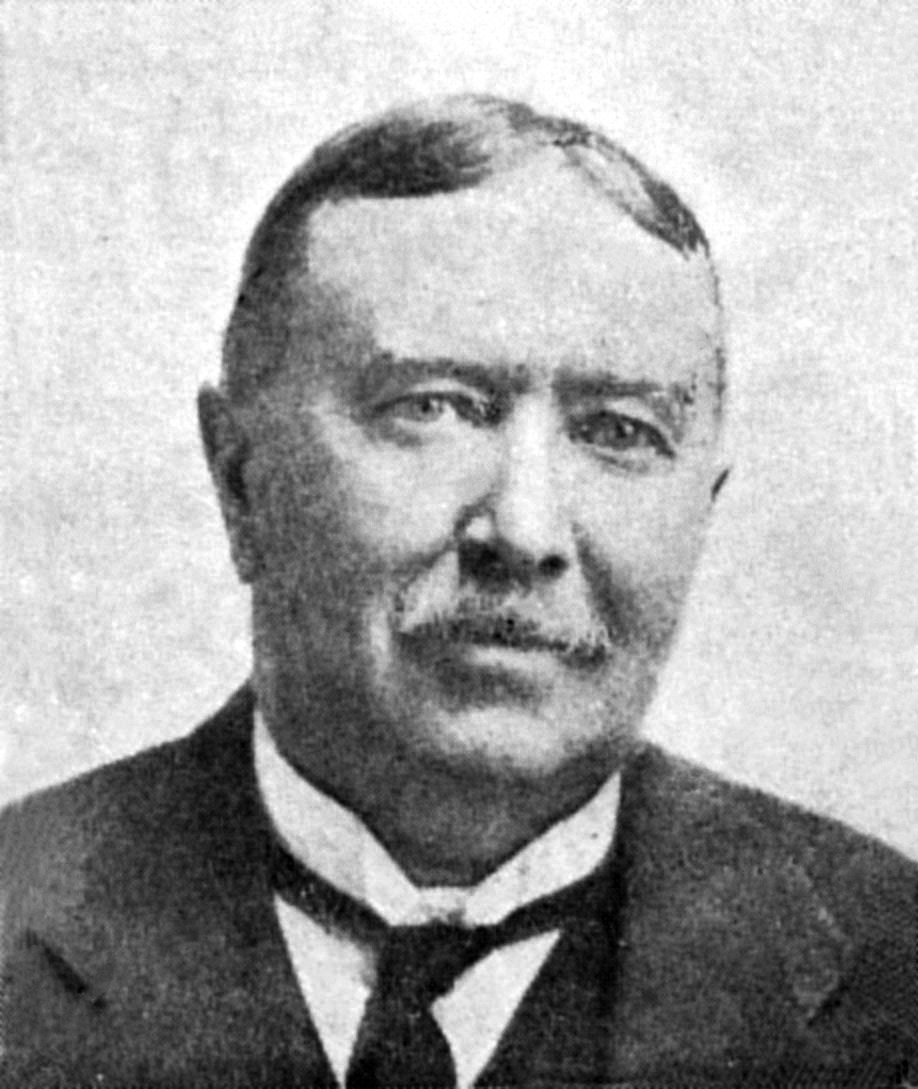
Charles Coghlan dirigeant de la Responsible Government Association qui fait campagne pour une Rhodésie dotée d'un self-government.

En 1917, la Responsible Government Association (RGA, « association pour un gouvernement responsable », en fait un parti politique) est créée. Elle milite pour que la Rhodésie du Sud devienne une self-governing colony, c'est-à-dire une colonie de l'Empire britannique disposant d'un gouvernement élu, de manière similaire au gouvernement responsable dont avaient été dotées les colonies d'Australie, du Canada, de Nouvelle-Zélande et d'Afrique du Sud en prélude à leur statut de dominion à part entière. Charles Coghlan, un avocat de Bulawayo, dirige la RGA à partir de 1919, laquelle s'oppose à l'intégration de la Rhodésie du Sud dans l'Union d'Afrique du Sud, formée en 1910 à la suite du South Africa Act de 1909, dont la section 150 prévoit explicitement l'incorporation dans l'Union des territoires administrés par la British South Africa Company. La BSAC s'oppose d'abord à cette incorporation, craignant la domination des Afrikaners, mais elle change de position lorsque, en 1918, le Conseil privé de la reine décide que les terres non encore aliénées de la Rhodésie appartiennent à la Couronne britannique et pas à la compagnie. Cette décision prive la BSAC des ressources financières issues de la vente de terrains.
La perte de cette source de revenu empêche la compagnie de payer des dividendes à ses actionnaires, et le développement de la Rhodésie se ralentit. La BSAC soutient alors l'incorporation de la Rhodésie du Sud à l'Union, espérant régler ainsi les deux problèmes de dividende et de ralentissement économique. Ce projet est cependant très impopulaire car la majorité des colons préfère un gouvernement autonome plutôt qu'une gouvernance basée à Pretoria et la RGA obtient un grand nombre de voix. Aux élections au Conseil législatif de 1920, elle gagne dix des treize sièges mis en jeu. Un référendum (1922 Southern Rhodesian government referendum (en)) se tient le 27 octobre 1922 et l'option du « gouvernement responsable » l'emporte avec un peu moins de 60 % des votes ; le district de Marandellas (province du Mashonaland oriental en actuel Zimbabwe) est le seul à se déclarer en faveur de l'Union, par 443 votes contre 433.

### Gouvernement autonome et administration directe
La Rhodésie du Sud est dûment annexée par l'Empire britannique le 12 septembre 1923 et se voit accorder un self-government (gouvernement propre, ou gouvernement autonome) le 1er octobre de la même année. Le nouveau gouvernement achète immédiatement les terres formant le territoire de la colonie auprès du trésor de Sa Majesté pour deux millions de livres sterling. La BSAC conserve ses droits d'exploitation minière jusqu'en 1933, date à laquelle ils sont vendus au gouvernement colonial pour deux millions de livres sterling.
L'administration de la Rhodésie du Nord, un territoire peu viable économiquement, est considérée comme un fardeau dont la BSAC cherche à se débarrasser. Les négociations entre la compagnie et le gouvernement britannique amènent à un accord selon lequel le territoire devient un territoire dépendant directement du gouvernement du Royaume-Uni, la gouvernance étant transférée au Colonial Office, qui nomme un gouverneur local. La BSAC conserve ses droits miniers, de vastes étendues de terres, et la moitié de l'argent obtenu par la vente des terres qui correspondent à l'ex-Rhodésie du Nord-Ouest. La Rhodésie du Nord devient officiellement un protectorat britannique le 1er avril 1924 et son premier gouverneur, Herbert Stanley, est nommé. L'administration de la Rhodésie par la British South Africa Company prend fin.